# Cafard
Cafard is een Belgische animatiefilm uit 2015, geschreven en geregisseerd door Jan Bultheel. De film ging in première op 18 september als slotfilm van het filmfestival van Oostende.

## Verhaal
Wanneer worstelaar Jean Mordant in Buenos Aires in 1914 meedoet aan het wereldkampioenschap worstelen, wordt zijn dochter Mimi in Oostende verkracht door Duitse soldaten. Hij neemt samen met zijn trainer Victor en neefje Guido in 1914 dienst bij het korps Autos-Canons-Mitrailleuses (ACM). Het korps wordt met hun zwaargebouwde pantserwagens overgeplaatst naar het oostfront waar ze in zware gevechten belanden. Dit is tegen de zin van Jean die ondertussen van Mimi vernomen heeft dat ze zwanger is.

## Vlaamse stemverdeling
| Acteur            | Personage    |
| ----------------- | ------------ |
| Wim Willaert      | Jean Mordant |
| Sebastien Dewaele | Victor       |
| Dinara Drukarova  | Jelena       |
| Benoit Gob        | Eduard       |
| Maarten Ketels    | Guido        |

## Productie
De film is gemaakt in motion capture en is gebaseerd op het ware verhaal van de Belgische worstelaar Constant le Marin tijdens de Eerste Wereldoorlog. Er werd met opzet gekozen voor een simpele stijl en de dialogen zijn in het Oostends dialect. De dialogen werden naar het Oostends vertaald door Roland Desnerck.